# 2016 w informatyce
Kalendarium informatyczne 2016 roku
- 12 marca – program komputerowy AlphaGo pokonał Lee Sedola, południowokoreańskiego zawodowego gracza go, który w momencie pojedynku zajmował drugie miejsce na świecie pod względem zdobytych tytułów międzynarodowych[1]. Chociaż AlphaGo wygrała trzy pierwsze mecze, czwarty pojedynek zakończył się zwycięstwem Lee[2].
- 6 kwietnia – zaprezentowano przeglądarkę internetową Vivaldi[2].
- 6 lipca – wydano grę komputerową Pokémon Go. W ciągu tygodnia została ona pobrana ponad 10 milionów razy[2].
- 15 sierpnia – został wydany system operacyjny Google Fuchsia[2].
- 16 sierpnia – został wydany komunikator internetowy Google Duo[2].
- 22 sierpnia – Google wydał system operacyjny Android w wersji 7.0[2].
- wrzesień – wydano pierwszą wersję serwisu internetowego TikTok[2].
- 16 września – na rynek trafił smartfon iPhone 7 firmy Apple[2].
- 4 października – Google wprowadził na rynek smartfon Google Pixel[2].
- 22 grudnia – czasopismo naukowe „Science” wybrało program komputerowy AlphaGo jako jeden z przełomów roku[3].
- Został wydany cyfrowy portfel kryptowalut MetaMask[2].
- Ukazała się pierwsza wersja Asystenta Google[2].